# Filippo Inzaghi
Filippo Inzaghi (wym. [fiˈlippo inˈdzaɡi]; ur. 9 sierpnia 1973 w Piacenzy) – włoski piłkarz i trener piłkarski, napastnik m.in. AC Milanu czy Juventusu. Jego młodszym bratem jest Simone Inzaghi będący szkoleniowcem Al-Hilal.

## Kariera klubowa
Swoją karierę rozpoczął w rodzinnym mieście w zespole Piacenzy i od tego czasu występował w kilku klubach włoskiej Serie A. W 1996 kariera piłkarza zawisła na włosku, gdy w trakcie występów w drużynie Parmy doznał złamania prawej nogi.
W 1997 jako gracz Atalanty BC został królem strzelców włoskiej ekstraklasy z dorobkiem 24 goli.
23 maja 2007 roku Filippo Inzaghi stał się bohaterem finału Ligi Mistrzów zdobywając 2 bramki dla Milanu dzięki czemu włoska drużyna wygrała z Liverpoolem 2:1 i zdobyła Puchar Europy. Parę tygodni później zdobył dwie bramki dla reprezentacji Włoch w spotkaniu z Wyspami Owczymi.
Był rekordzistą pod względem liczby strzelonych bramek w europejskich pucharach (aktualnie 70 goli). Został wyprzedzony w tej klasyfikacji przez Raúla, który ma 72 trafienia oraz Roberta Lewandowskiego, Cristiano Ronaldo i Messiego. Zdobywając bramkę w meczu przeciwko Celtic F.C. zaliczył 63 trafienie i wyprzedził w tej klasyfikacji Gerda Müllera. Wygrał z Milanem Ligę Mistrzów w 2007 roku i zdobył 2 bramki w finałowym meczu przeciwko Liverpoolowi, które uważa za najważniejsze trafienia w swoim życiu. Inzaghi poinformował o zakończeniu przygody z Milanem podczas meczu z Novarą. Pippo wszedł na boisko w 67 minucie i strzelił ostatniego gola w barwach Milanu.

## Kariera reprezentacyjna
Jako reprezentant Włoch występował w finałach mistrzostw świata w 1998, 2002 i 2006 oraz Mistrzostw Europy 2000, zabrakło dla niego miejsca w składzie zespołu na Mistrzostwach Europy w 2004.
Podczas Euro 2000 strzelił dla swojej reprezentacji 2 gole, a na mundialu w Niemczech bramkarza rywali pokonał 1 raz. Łącznie dla Włoch zagrał 57 razy, zdobywając 25 bramek. Po Euro 2008 zakończył karierę reprezentacyjną.

## Statystyki
stan na 25 lipca 2012
| Sezony              | Klub              | Liga      | Puchar Włoch | Europa   | Inne   | RAZEM     |
| ------------------- | ----------------- | --------- | ------------ | -------- | ------ | --------- |
| 1991–1992           | Piacenza Calcio   | 2 (0)     | 1 (0)        | 0        | 0      | 3 (0)     |
| 1992–1993           | Leffe             | 21 (13)   | 0            | 0        | 0      | 21 (13)   |
| 1993–1994           | Hellas Werona     | 36 (13)   | 1 (1)        | 0        | 0      | 37 (14)   |
| 1994–1995           | Piacenza Calcio   | 37 (15)   | 4 (2)        | 0        | 0      | 41 (17)   |
| 1995–1996 (Serie A) | AC Parma          | 15 (2)    | 1 (0)        | 6 (2)    | 0      | 22 (4)    |
| 1996–1997 (Serie A) | Atalanta BC       | 33 (24)   | 1 (1)        | 0        | 0      | 34 (25)   |
| 1997–2001 (Serie A) | Juventus F.C.     | 120 (57)  | 7 (2)        | 34 (27)  | 4 (3)  | 165 (89)  |
| 2001–2012 (Serie A) | A.C. Milan        | 202 (73)  | 20 (10)      | 72 (40)  | 6 (3)  | 300 (126) |
| 1995–2012           | Łącznie w Serie A | 370 (156) |              |          |        |           |
| 1991–2012           | SUMA              | 466 (197) | 35 (16)      | 112 (69) | 10 (6) | 623 (288) |

## Kariera trenerska
24 lipca 2012 roku klub A.C. Milan poinformował oficjalnie, iż Filippo Inzaghi podpisał dwuletni kontrakt na prowadzenie młodzieżowej drużyny Allievi Nazionali. Inzaghi nie musiał długo czekać na swoją szansę w pierwszym zespole Milanu. 9 czerwca 2014 roku, po zwolnieniu Clarence'a Seedorfa, nowym trenerem Rossonerich został mianowany Inzaghi.
W pierwszym zespole trenerem był zaledwie jeden sezon. Na koniec Milan zajął 10. miejsce w Serie A i odpadł w ćwierćfinale Coppa Italia po porażce z Lazio. 16 czerwca 2015 roku oficjalnie ogłoszono zwolnienie Inzaghiego z posady trenera.
7 czerwca 2016 roku Inzaghi został trenerem zespołu Venezia F.C., który grał w Lega Pro (III poziom rozgrywek we Włoszech). W pierwszym sezonie swojej pracy zdołał awansować z zespołem do Serie B, gdzie Venezia F.C. dotarła do baraży o Serie A, które jednak ostatecznie przegrała. Dobre wyniki wzbudziły zainteresowanie trenerem klubów z najwyższej klasy rozgrywkowej i Filippo Inzaghi 1 lipca 2018 roku objął stanowisko szkoleniowca klubu FC Bologna.